# Lanton
Lanton is een gemeente in het Franse departement Gironde (regio Nouvelle-Aquitaine). De plaats maakt deel uit van het arrondissement Arcachon. Lanton telde op 1 januari 2022 7.315 inwoners.
De zoutmoerassen aan de kust werden van oudsher gebruikt voor zoutwinning. In de 18e eeuw kwam daar viskweek bij.

## Geografie
De oppervlakte van Lanton bedroeg op 1 januari 2022 136,19 vierkante kilometer; de bevolkingsdichtheid was toen 53,7 inwoners per km².

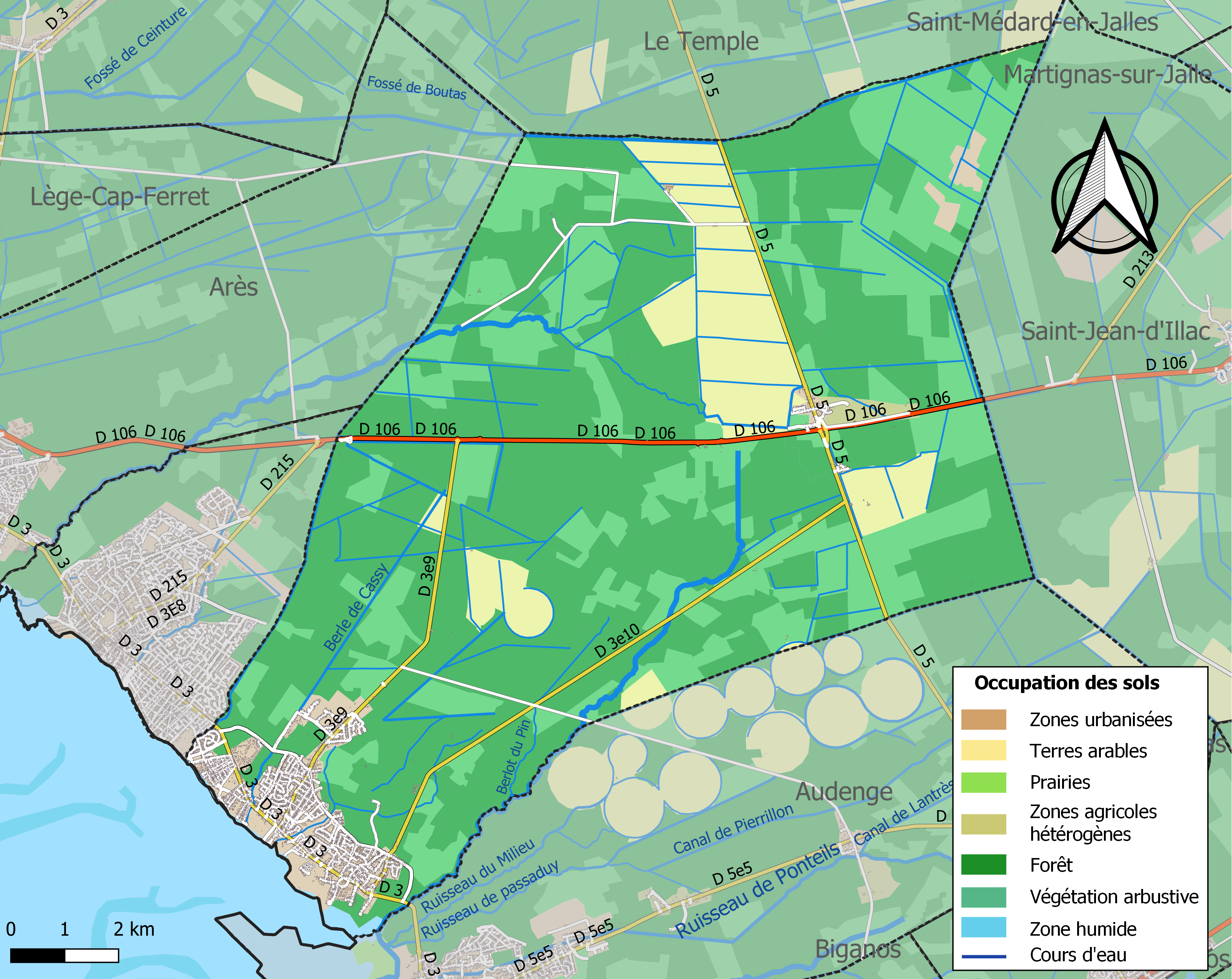
Kaart van de gemeente met belangrijkste infrastructuur, bodemgebruik en omliggende gemeenten

## Demografie
Onderstaande figuur toont het verloop van het inwonertal (bron: INSEE-tellingen).